# Eulinognathus hesperius
Eulinognathus hesperius är en insektsart som beskrevs av Johnson 1957. Eulinognathus hesperius ingår i släktet Eulinognathus och familjen ledlöss. Inga underarter finns listade i Catalogue of Life.